# Fafnir (empresa)
Fafnir fue una fábrica de automóviles y motores alemana con sede en Aquisgrán. Fabricaron una serie de automóviles entre los años 1908 y 1926.
La compañía fue fundada originalmente en 1894 produciendo agujas. Junto con el crecimiento de la industria de las bicicletas empezaron a fabricar radios para ruedas. Para 1898 la compañía fue registrada como Carl Schwanemeyer, Aachener Stahlwaarenfabrik AG.
A partir del año 1902 el nombre Fafnir comenzó a ser utilizado en los productos de la compañía incluyendo una serie de motores para motocicletas.